# Ріс Міллідж
Ріс Міллідж (нар. 1975  ) — британський розробник флеш-ігор і мобільних ігор із Брайтона, також відомий під псевдонімом Damp Gnat, що також є назвою його (одноособової) студії. Він найбільш відомий іграми Wonderputt, яка стала фіналістом премії Independent Games Festival Excellence in Visual Art, та Icycle .  На церемонії BAFTA 2014 Міллідж була названа « британцем, що проривається ». 

## Життя і кар'єра
Батько Міллдже був розробником відеоігор-самоучкою і створив одну гру для BBC Micro у 1980-х роках, коли його синові було лише 7 років. Мілледж захоплювався відеоіграми з раннього дитинства, а у віці 13 років його особливо зацікавила гра BBC Micro *Exile*. Це захоплення стало поштовхом до того, що він разом з другом почав розробляти свою першу гру для Amiga 500. В результаті їхній проект вийшов під назвою *Odyssey* у 1995 році.Audiogenic для Amiga 500/600/1200.    Лист шанувальників, надісланий Пітеру Ірвіну, співавтору Exile, призвів до роботи в студії Frontier Developments, де Міллідж працював художником над грою 32X Darxide (1996). 
Після Darxide Міллідж працював рекламним аніматором і не повертався до розробки відеоігор до 2009 року, коли вийшла флеш-гра Icycle .   За цією грою послідували Microputt (2010), Adverputt (2010) і фіналіст IGF Excellence in Visual Art Wonderputt (2011). Його останній випуск — гра Wonderputt Forever (2022). 
У 2016 році Міллідж приєднався до BAFTA Crew, програми, яка спрямована на підтримку кар’єрного зростання шляхом зв’язку майбутніх талантів із їхніми колегами та визнаними діячами галузі.  У тому ж році він був членом журі BAFTA The Ones To Watch Award. 

## Ігри
| Дата     | Назва               | Платформа                       | Роль                 | Примітки | Ref(s) |
| -------- | ------------------- | ------------------------------- | -------------------- | -------- | ------ |
| 1995 рік | Odyssey             | Аміга 500/600/1200              | Художник, композитор |          | [ 3 ]  |
| 1996 рік | Darxide             | 32X                             | Художник             |          | [ 3 ]  |
| 2009 рік | Icycle              | Браузер                         |                      |          |        |
| 2010 рік | Microputt           | Браузер                         |                      |          | [ 4 ]  |
| 2010 рік | Adverputt           | Браузер                         |                      |          | [ 5 ]  |
| 2011 рік | Wonderputt          | Браузер, iOS, Android           |                      |          |        |
| 2013 рік | Icycle: On Thin Ice | Браузер, iOS, Android, TvOS, ПК |                      |          | [ 6 ]  |
| 2022 рік | Wonderputt Forever  | ПК, iOS, Android                |                      |          |        |